# Miljeva Ypsilanti
Miljeva Ypsilanti (* 13. November 1917 in Zagreb; † 25. Juni 2013 in Lochau) war eine österreichische Ärztin und Kunstfördererin.

## Leben
Miljeva Augusta Nevenka Ypsilanti wurde 1917 als Tochter des österreichischen Offiziers Edmund Scholze und der Gräfin Nevenka Tkalčić geboren. Über die Mutter war sie mit den jugoslawischen Königen verschwägert, als Kind spielte sie noch mit dem künftigen Peter II. Karađorđević. Aufgrund der Trennung ihrer Eltern – der Vater heiratete weitere fünf Mal – kam sie mit zwölf Jahren nach Wien zu ihren Großeltern väterlicherseits, wo sie auch aufwuchs. Nach der Matura studierte sie als eine der damals wenigen Frauen Medizin an der Universität Wien, wo sie auch ihren ersten Mann, Albert Fuchs, kennenlernte. 1940 kam ihr einziges Kind Marbod zur Welt. In der Zeit in Wien schloss sie Freundschaften mit einer Reihe damals bekannter Wiener Künstler und verhalf über ihre Kontakte nach Jugoslawien einer Reihe jüdischer Wiener zur Ausreise.
Nach Abschluss des Studiums arbeitete sie als Psychiaterin, hauptsächlich mit Suchtkranken. Sie pflegte weiter Kontakte und Freundschaften in Künstlerkreisen und begann, eine kleine Sammlung moderner Kunst anzulegen. Daneben interessierte sie sich leidenschaftlich für klassische Musik und pflegte Umgang mit namhaften Größen der Zeit, wie Friedrich Gulda. Nach der Trennung von ihrem ersten Mann heiratete sie den österreichischen Baron Wolfgang Böck-Greissau, Manager und Erfinder des „cute Cube“, eines Vorläufers des Zauberwürfels. Mit ihm zog sie für einige Jahre nach Würzburg, kehrte aber nach der Trennung von ihm wieder nach Wien zurück.
In ihren Arztberuf kehrte sie nicht mehr zurück, sondern übte, hauptsächlich als Liebhaberei, den Kunsthandel aus. Seit den 1960er-Jahren hatte sie intensive Kontakte zu den Vertretern der Wiener Schule des Phantastischen Realismus und stand für eine Reihe von Werken Modell. So gibt es von Kurt Fiala „Die Seele der Miljeva Fuchs“, und auch sein „Wolkenpalast“ wurde für sie gemalt. Von Kurt Regschek gibt es ein Porträt und ein Triptychon mit dreimaliger Abbildung ihres Kopfes, und auch Ernst Fuchs hat sie gemalt. 
Gemeinsam mit ihrem ersten Mann organisierte sie in Wien und in seiner Heimatstadt Bregenz Kunstausstellungen und förderte einige junge Künstler. Sie war eine große Freundin der Bregenzer Festspiele und des Bregenzerwaldes, wo sie einen historischen Bauernhof gemietet hatte. Somit verlagerte sie ihren Lebensmittelpunkt mehr und mehr nach Vorarlberg. Großes Interesse hatte sie auch an den Werken des Bregenzer Kreises um Helmut Fetz, von dem ebenfalls ein Porträt von ihr existiert.
Einige Jahre nachdem ihr erster Mann wieder geheiratet hatte, heiratete sie ihren alten Freund Alexander (III.) Fürst Ypsilantis, u. a. Vater des Künstlers Georg Ypsilanti, in Wien. Trotz ihres Alters ließ ihre Unternehmungslust nicht nach. Sie war immer gerne gereist und unternahm auch im hohen Alter noch Fernreisen, wie nach China und Mittelamerika, von wo sie einige Werke lokaler, moderner Künstler mitbrachte.
Erst nach dem Tode ihres dritten Mannes zog sie sich mehr und mehr zurück. Sie lebte von 2009 bis zu ihrem Tode im Jesuheim in Lochau bei Bregenz.